# Фушань (Линьфэнь)
Фуша́нь (кит. упр. 浮山, пиньинь Fúshān) — уезд городского округа Линьфэнь провинции Шаньси (КНР). Уезд назван в честь местной горы.

## История
При империи Хань эти земли вошли в состав уезда Сянлин (襄陵县). При империи Северная Вэй из него был выделен уезд Гэчэн (葛城县). При империи Северная Ци уезд Гэчэн был присоединён к уезду Циньчан (禽昌县). При империи Северная Чжоу на месте бывшего уезда Гэчэн был создан уезд Гочэн (郭城县). При империи Суй он был присоединён к уезду Сянлин.
При империи Тан в 619 году был создан уезд Фушань. В 620 году в связи с тем, что в этих местах наблюдали «святого человека», уезд был переименован в Шэньшань (神山县). При чжурчжэньской империи Цзинь в 1167 году уезду было возвращено название Фушань. В 1220 году он был переименован в Чжунсяо (忠孝县), но при империи Юань опять стал носить название Фушань.
В 1949 году был создан Специальный район Линьфэнь (临汾专区), и уезд вошёл в его состав. В 1954 году Специальный район Линьфэнь был объединён со Специальным районом Юньчэн (运城专区) в Специальный район Цзиньнань (晋南专区). В 1970 году Специальный район Цзиньнань был расформирован, а вместо него образованы Округ Линьфэнь (临汾地区) и Округ Юньчэн (运城地区); уезд вошёл в состав округа Линьфэнь. В 1971 году часть уезда Фушань вошла в состав новосозданного уезда Гусянь.
В 2000 году постановлением Госсовета КНР округ Линьфэнь был преобразован в городской округ Линьфэнь.

## Административное деление
Уезд делится на 2 посёлка и 7 волостей.